# From These Wounds
From These Wounds är det tredje studioalbumet med det norska Funeral doom metal/gothic metal-bandet Funeral. Albumet släpptes 2006 av skivbolaget Tabu Recordings.

## Låtlista
1. "This Barren Skin" – 8:10
2. "From These Wounds" – 7:42
3. "The Architecture of Loss" – 9:02
4. "Red Moon" – 8:32
5. "Vagrant God" – 6:15
6. "Pendulum" – 9:13
7. "Saturn" – 8:24

## Medverkande
Musiker (Funeral-medlemmar)
- Anders Eek – trummor
- Christian Loos – gitarr
- Kjetil Ottersen – gitarr, trummor, basgitarr
- Frode Forsmo – sång

Bidragande musiker
- Jon Borgerud – keyboard
- Jeremy Summerly – dirigent (kör)

Produktion
- Sense: Versus (Kjetil Ottersen) – producent, ljudtekniker, ljudmix, mastering
- Kjetil Ottersen – omslagsdesign, omslagskonst
- Tore Sandberg – foto